# Norton (Massachusetts)
Norton é uma vila localizada no condado de Bristol no estado estadounidense de Massachusetts. No Censo de 2010 tinha uma população de 19.031 habitantes e uma densidade populacional de 250,68 pessoas por km².

## Geografia
Norton encontra-se localizado nas coordenadas 41° 57′ 27″ N, 71° 10′ 45″ O. Segundo o Departamento do Censo dos Estados Unidos, Norton tem uma superfície total de 75.92 km², da qual 72.03 km² correspondem a terra firme e (5.12%) 3.88 km² é água.

## Demografia
Segundo o censo de 2010, tinha 19.031 pessoas residindo em Norton. A densidade populacional era de 250,68 hab./km². Dos 19.031 habitantes, Norton estava composto pelo 93.98% brancos, o 1.83% eram afroamericanos, o 0.14% eram amerindios, o 1.81% eram asiáticos, o 0.06% eram insulares do Pacífico, o 0.61% eram de outras raças e o 1.57% pertenciam a duas ou mais raças. Do total da população o 1.97% eram hispanos ou latinos de qualquer raça.